# Abderrahmane Boubekeur
Abderrahmane Boubekeur (àrab: عبد الرحمان بوبكر)  (Bologhine, 9 de març de 1932 - Canha de Mar, 20 de juliol de 1999) fou un futbolista algerià de la dècada de 1950.
Fou internacional amb la selecció d'Algèria. Pel que fa a clubs, destacà a AS Monaco.